# کاغذخانه
کاغذخانه (ترکی استانبولی: Kağıthane) یا گلیکا نِرا (به یونانی: Γλυκά Νερά) از محله‌های قسمت اروپایی استانبول است که در استان استانبول از ناحیه مرمره قرار دارد. طبق آخرین سرشماری به سال ۲۰۱۲ میلادی این ناحیه ۴۲۱٬۳۵۶ نفر جمعیت دارد.

## ساختار اداری
کاغذخانه از ۱۹ محله تشکیل می‌شود:
چاغلایان Çağlayan
چلیک‌تپه Çeliktepe
امنیت اولری Emniyet Evleri
گل‌تپه Gültepe
گورسل Gürsel
حمیدیه Hamidiye
خرمن‌تپه Harmantepe
حریت Hürriyet
محمد عاکف ارسوی Mehmet Akif Ersoy
مرکز Merkez
نورتپه Nurtepe
اُرتابایر Ortabayır
سیران‌تپه Seyrantepe
سلطان سلیم Sultan Selim
شیرین‌تپه Şirintepe
طلعت‌پاشا Talatpaşa
تلسیزلر Telsizler
یحیی کمال Yahya Kemal
یشیلجه Yeşilce

## پیشینه
این محله که پیش از این به عنوان یک محله کارگری شناخته می‌شد امروزه با پروژه‌های بزرگ ساخت‌وساز خانه و آپارتمان رو به پیشرفت گذاشته‌است.
رود جن‌دره که به شاخ طلایی می‌ریزد در این محله قرار دارد و کاغذخانه در امتداد این جویبار پهن قرار گرفته‌است. دره جن‌دره با محله‌های ساری‌یر، ایوب، شیشلی، بشیکتاش و بی‌اغلو احاطه شده‌است. شهردار کاغذخانه «فاضل قلیچ» از حزب عدالت و توسعه است. کاغذخانه تا سال ۱۹۵۴ جزئی از بی‌اوغلو و بین سال‌های ۱۹۵۴ و ۱۹۸۷ بخشی از شیشلی بود.
در زمان سلطان سلیمان یکم کاغذخانه به نام سعدآباد معروف بود. سعدآباد منطقه‌ای جنگلی و بزرگ بود که درباریان عثمانی برای شکار، سوارکاری و تفریحات دیگر به آنجا می‌آمدند. طی سده‌های بعد سعدآباد به خاطر آب پاکیزه، لاله‌زارها و جشن‌هایی که در آن برگزار می‌شد محبوبیت یافت. نگاره‌ها و نقاشی‌های زیادی از محافل تفریحی و آیین‌های عروسی برگزارشده در سعدآباد از آن زمان به جا مانده‌است. بعدها در سده‌های هفدهم و هجدهم در این محدوده عمارت‌ها و کاخ‌های تابستانه مختلفی ساخته شد.
در قرن نوزدهم و اوایل سده بیستم این منطقه که موقعیت خوبی نزدیک به مرکز شهر داشت تبدیل به یک منطقه صنعتی شد و در آن آسیاب‌های متعددی برای تولید خمیر و چندین کارخانه کاغذ احداث شد که نام محله نیز از وجود همین کارخانه‌ها گرفته شده‌است.

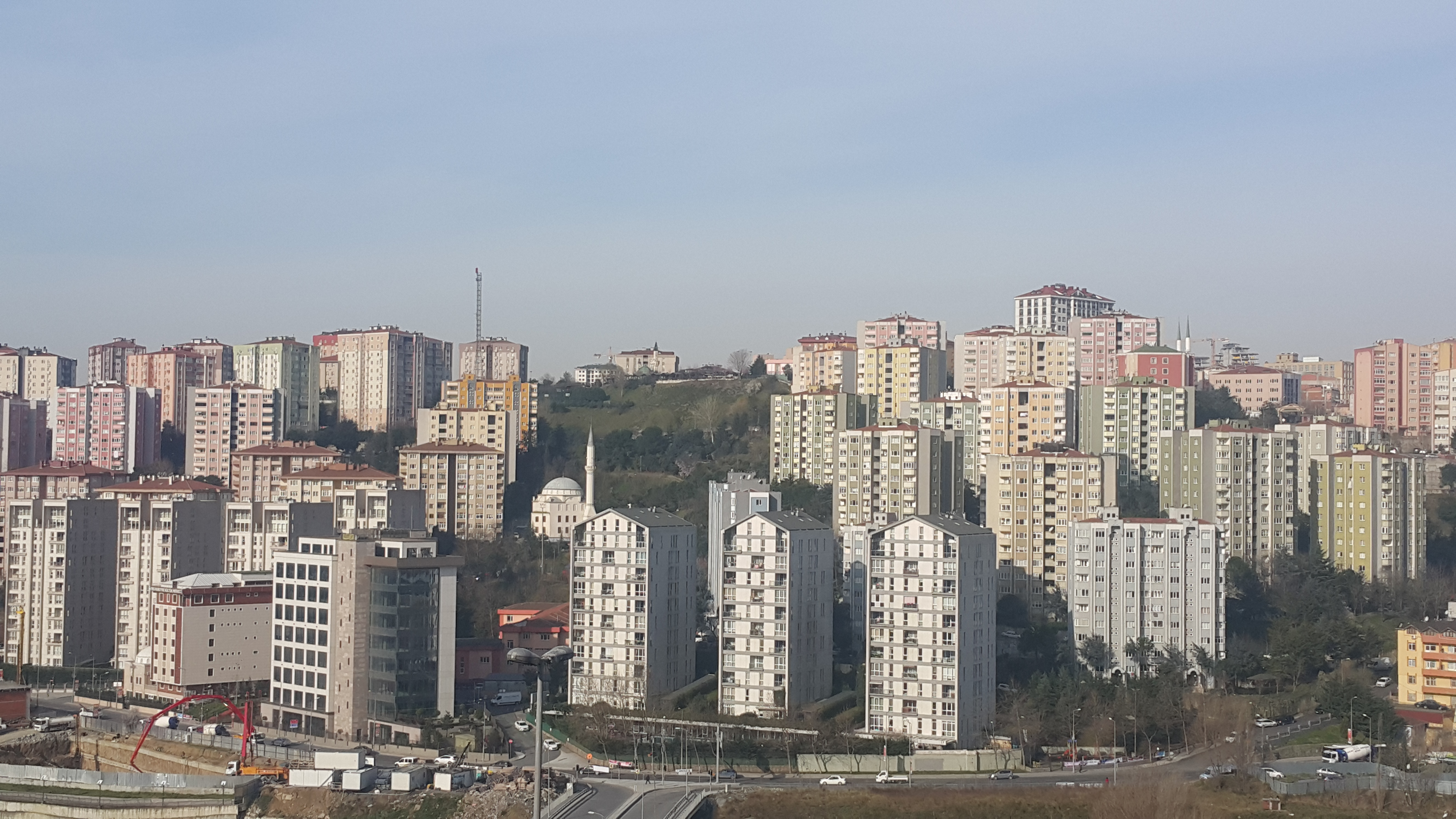
نمایی از محله کاغذخانه.

هرچند گاه گاه کولی‌ها، عشایر و کاروان‌های حج و بازرگانی در محدوده کاغذخانه سکونت موقتی داشتند تا اواخر قرن بیستم هنوز منازل مسکونی در آن ساخته نشده بود.
مسکونی شدن کاغذخانه از دهه ۱۹۵۰ به صورت سکونت غیرقانونی به شکل زورآباد آغاز شد. این امر به خاطر ورود هزاران مهاجر به استانبول بود که از آناتولی برای کار در بخش ساخت‌وساز یا کارخانه‌ها می‌آمدند. با گذشت زمان مسکن‌های غیرقانونی رسمیت پیدا کردند و آهسته آهسته آپارتمان‌های معمولی جای آنها را گرفت.

## امروز
به خاطر موقعیت محله کاغذخانه در شهر استانبول و به ویژه ارتباطاتی که با شبکه تازه‌احداث رفت‌وآمد بین شهری دارد و به خاطر برنامه‌های نوسازی شهری، چهره این محله به سرعت در حال تغییر است. پس از پایان ساخت سومین فرودگاه در استانبول، سومین پل بزرگ و تونل زیرآبی سه‌طبقه مرکزیت این محله قرار است افزایش یابد. پروژه‌های ساخت مرکز خرید، هتل و دفتر اداری نیز در این محله در دست انجام است.